# 윈스턴 (오버워치)
윈스턴(영어: Winston)은 2016년 블리자드 엔터테인먼트가 개발한 1인칭 슈팅 비디오 게임 오버워치와 관련 미디어에 등장하는 플레이어 캐릭터이다. 윈스턴은 트레이서와 더불어 블리자드가 사용한 캐릭터들 중 오버워치 비디오 게임뿐만 아니라 게임 외의 매체에서도 가장 유명한 캐릭터이다. 그는 게임의 시네마틱 트레일러에도 등장했고, 블리자드가 개봉한 애니메이션 단편의 핵심 인물이기도 하다. 윈스턴은 유전적으로 조작된 고릴라로, 우주에서 오랜 생활이 어떤 현상이 나타나는 지 시험하기 위한 호라이즌 달 기지의 유전자 조작 고릴라들 중 한 마리였다.

## 발전과 디자인
윈스턴은 오버워치의 블리즈콘 2014 공개편에서 처음으로 등장했다. 윈스턴은 하얀 중무장 갑옷을 입고 안경을 쓰고 있으며 전자적으로 충전된채 난투전을 벌이는 것으로 알려졌다. 미국 성우인 크리스핀 프리먼이 윈스턴의 영어 버전 목소리를 맡았고, 대한민국에서는 임채헌이 성우를 맡았다.
오버워치의 기초 디자이너인 조프 굿맨은 윈스턴과 동료 돌격형 영웅인 D.Va가 "둘 다 매우 기동성이 좋고 죽이기 매우 힘들기 때문에 상대적으로 적은 피해량을 가지도록 디자인되었다. 이 게임의 모든 캐릭터들은 장단점이 있고, 이것은 팀플레이가 잘 이뤄지게 하는 것의 일부이다."라고 말했다. 오버워치의 베타 기간이 끝날 무렵, 윈스턴의 방어막의 체력이 너프되었는데, 이는 그의 큰 피해범위와 얇은 장갑 때문이라고 밝혔다."